# Delavan Lake
Delavan Lake és una concentració de població designada pel cens dels Estats Units a l'estat de Wisconsin. Segons el cens del 2000 tenia 2.352 habitants.

## Demografia
Segons el cens del 2000, Delavan Lake tenia 2.352 habitants, 944 habitatges, i 623 famílies. La densitat de població era de 255,8 habitants per km².
Dels 944 habitatges en un 28,6% hi vivien nens de menys de 18 anys, en un 54,1% hi vivien parelles casades, en un 7,6% dones solteres, i en un 34% no eren unitats familiars. En el 27% dels habitatges hi vivien persones soles el 9,9% de les quals corresponia a persones de 65 anys o més que vivien soles. El nombre mitjà de persones vivint en cada habitatge era de 2,49 i el nombre mitjà de persones que vivien en cada família era de 3,06.
Per edats la població es repartia de la següent manera: un 25,4% tenia menys de 18 anys, un 6,5% entre 18 i 24, un 29,3% entre 25 i 44, un 24,1% de 45 a 60 i un 14,6% 65 anys o més.
L'edat mediana era de 38 anys. Per cada 100 dones de 18 o més anys hi havia 100 homes.
La renda mediana per habitatge era de 45.192 $ i la renda mediana per família de 53.324 $. Els homes tenien una renda mediana de 37.500 $ mentre que les dones 22.295 $. La renda per capita de la població era de 24.067 $. Aproximadament el 2,4% de les famílies i el 5,7% de la població estaven per davall del llindar de pobresa.

## Poblacions més properes
El següent diagrama mostra les poblacions més properes.